# Консельейру, Антониу
Анто́ниу Висе́нти Ме́ндис Ма́сиэл (порт. Antônio Vicente Mendes Maciel), более известный как Анто́ниу Конселе́йру (порт. Antônio Conselheiro; 13 марта 1830, Вила-ду-Кампу-Майор, Сеара, Бразильская империя — 22 сентября 1897, Канудус, Баия, Бразилия) — бразильский религиозный деятель, проповедник, основатель деревни Канудус и руководитель крестьянского восстания Канудус (1896—1897).
Прозвище Конселейру можно перевести как «Советник», «Наставник», «Проповедник» или «Утешитель».

## Ранние годы
Антониу Масиэл родился в 1830 году в Вила-ду-Кампу-Майор в Сеаре в бедной крестьянской семье. В 1834 году его мать умерла, и отец вскоре женился снова; дети (Антониу и двое его сестёр) натерпелись от отцовского алкоголизма и самоуправства мачехи.
Антониу с детства хотел стать священником и усердно занимался у своего дедушки-учителя, изучая латынь, португальский, французский, математику, географию и историю. Но в 1855 году его отец умер, и Антониу пришлось взять на себя заботу о семье. Антониу стал работать — каменщиком, продавцом, школьным учителем, в 1857 году женился.

## Бродячий проповедник
В 1861 году жена, с которой у них было двое детей, ушла от Антониу, после чего он, разбитый и разочарованный, переехал в провинцию Баия, постепенно приходя к христианскому мистицизму. Хотя он ещё оседал в Санта-Китерии, где у него с местной художницей даже родился третий сын, но затем в 1865—1869 и с 1871 года странствовал по стране в качестве бродячего проповедника.
Его проповедь бедным и угнетённым крестьянам стала вызывать внимание и, в конечном итоге, недовольство церкви.
В 1876 году его арестовала полиция Итапикуру (Баия), приняв за разыскиваемого преступника, отправили в Форталезу и затем в место происхождения (Кишерамобин) для суда, попутно жесткого избив. Впрочем, местный судья отпустил его, поскольку Масиэл ничего не совершал. Вернувшись к проповеди, Антониу дал обет соорудить 21 церковь — он построил их в 12 разных городах.
Оказывая помощь пострадавшим от катастрофической засухи и голода 1877 года, Антониу, уже известный как Консельейру, с последователями приобретал всё большую узнаваемость, а бедствие усилило милленаристские настроения скорого конца света и ожидания мессии. В 1882 году архиепископ Баии запретил священникам допускать Консельейру к прихожанам, характеризуя его как вероотступника и безумца.

## Восстание Канудус
После отмены в Бразилии рабства в 1888 году на пустующие земли провинции Баия начали стекаться толпы освобождённых рабов, безземельных крестьян, бедных индейцев, преступников. Ими было основано поселение Канудус, ставшее центром своеобразной крестьянской общины. За несколько лет число сторонников Консельейру выросло по разным оценкам от 20 до 30 тысяч человек из штатов Сеара, Пернамбуку, Сержипи и Баия, так что к 1896 году в Канудусе проживало 25—30 тысяч жителей. 
Антониу Консельейру, объявив себя пророком, организовал в Канудусе религиозную коммуну из 9 тысяч человек. В своих проповедях он обещал лучшую жизнь и возвращение португальского короля Себастьяна I, считающегося у португальцев и бразильцев символом возвращения золотого века Португалии после долгой стагнации. Консельейру выступал против республиканского строя, сравнивая республику с антихристом, призывал не подчиняться её законам, не платить налоги — она ассоциировалась у него с несправедливостью, тогда как монархии проповедник был благодарен за «Золотой закон», окончательно отменивший рабство: Антониу Консельейру сам долго выступал с гневным осуждением этого явления, и освобождённые рабы составляли 80% его паствы. При этом социальным идеалом проповедника идеи христианского равенства Консельейру, требовавшего ликвидации латифундий и крупного (в том числе церковного) землевладения, была фактически крестьянская демократия. 
Под руководством Консельейру участники восстания начали грабить проезжих торговцев и местных помещиков. Правительство штата Баия всеми силами пыталось восстановить порядок, однако повстанцам удалось разбить несколько отрядов полиции, посланных против них штатом, а затем и федеральные подкрепления. В конце концов правительство объявило всех участников восстания сторонниками реставрации монархии, а следовательно — врагами республики и демократии. На борьбу с восставшими власти послали 8-тысячную армию, включая тяжёлую артиллерию. Военная операция растянулась на много месяцев.
22 сентября 1897 года Антониу Консельейру умер от дизентерии, после чего восстание было окончательно разбито. 5 октября труп Антониу вырыли каратели, которые обезглавили его и сожгли.